# Jumanos

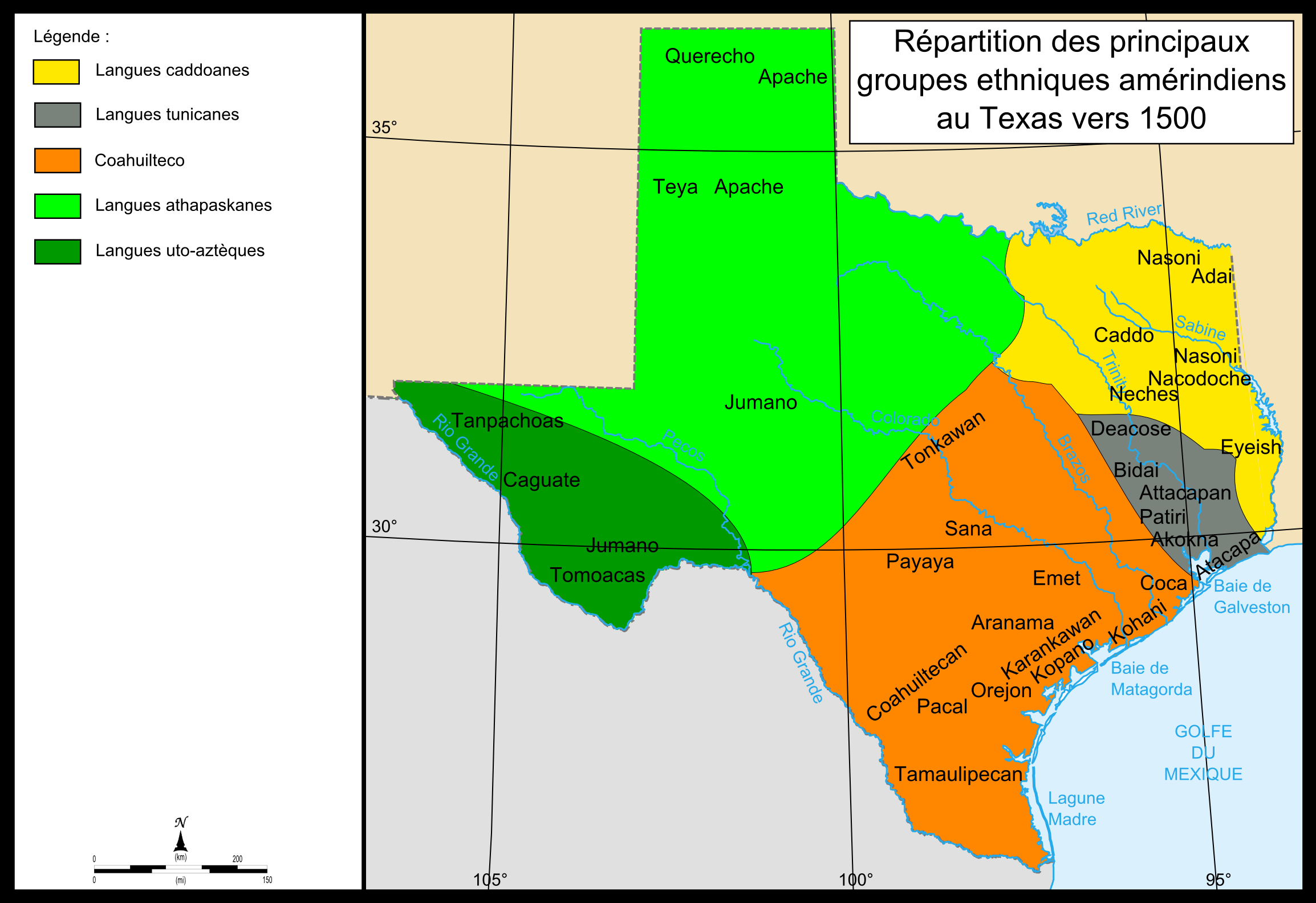
Distribución de las etnias originarias en Texas hacia 1500

Los jumanos fueron un importante pueblo indígena o un conjunto de pueblos que habitaron una amplia zona al oeste de Texas, al sureste de Nuevo México y el norte de México, especialmente cerca de la región de La Junta. Los primeros contactos con los españoles están registrados hacia 1581, tiempo en el que se hizo referencia oral del grupo a los misioneros, se citaba una gran población, sin embargo se redujo dramáticamente a principios del siglo XVIII.
Los eruditos generalmente han sostenido que los jumanos desaparecieron culturalmente hacia 1750, debido a las enfermedades infecciosas, la trata de esclavos y la guerra, sus restos fueron absorbidos por los apaches o los comanches. Sin embargo, a partir de 2008, se autoidentificaron unos jumanos-apache (Jumano Ndé - "Red Fangosos Pintado") en el suroeste de Texas, una amalgama de grupos de habla atapascana con lazos cercanos a los apaches mescaleros y los lipanes. Quedaron registrados de 400 a 500 miembros en la Oficina de Asuntos de Nativos Americanos con el fin de ser reconocido como una tribu.

## Diferentes teorías
Los registros españoles desde el siglo XVI hasta el XVIII citan con frecuencia a los jumanos. Durante las últimas décadas del siglo XVII, se convirtieron en los comerciantes y líderes políticos del Lejano Oeste. Los estudiosos contemporáneos no están seguros si los jumanos eran un solo pueblo o si estaban organizados en bandas pequeñas, o bien si los españoles utilizaron la palabra "jumano" como término genérico para referirse a varios grupos diferentes, ya que las referencias abarcaron pueblos indígenas a través de una gran área geográfica.
Los investigadores han sido incapaces de determinar qué idioma hablaban los jumanos, aunque lenguas de filiación uto-azteca, tanoan y atapascana han sido sugeridas. Los jumanos han sido identificados en el registro histórico y por los estudiosos como los agricultores y alfareros que vivían en la región de La Junta, que cazaban bisontes y comerciaban derivados de este animal a causa de las evidencias arqueológicas encontradas.
La localización aproximada de las tribus indígenas en el oeste de Texas y México adyacente, cerca de 1600 es expuesta en el libro El Suroeste indio: 1580-1830: etnogénesis y reinvención (1999), donde Gary Anderson propone que los jumanos eran un pueblo de múltiples grupos étnicos de diversas regiones del Texas actual. Estos se combinaron y se convirtieron en un pueblo nuevo con un proceso de etnogénesis, formados a partir de los refugiados que huían de los efectos de las enfermedades, las misiones españolas y la esclavitud al sur del río Bravo.
Cabeza de Vaca podría haberse encontrado con jumanos en 1535 cerca de La Junta, la unión del río Conchos y el río Bravo en Presidio, Texas. Describió su visita a la «gente de los bisontes» en una de las ciudades, pero éstas pueden haber sido aldeas de los indios que se establecieron en La Junta. Eran personas «con los mejores cuerpos que vimos y la mayor vivacidad». Describió su método de cocción, en la que dejaban caer piedras calientes sobre las calabazas ya preparadas para cocinar sus alimentos, en lugar de utilizar la cerámica hecha a mano. Este método de cocción era común entre los nómadas de las Grandes Llanuras, porque la cerámica era demasiado pesada para utilizarse cotidianamente y transportarse. Por esta razón, los investigadores creen que podría haber estado describiendo a los jumanos de aquel momento.
El explorador español Antonio de Espejo utilizó por primera vez el término jumano en 1582, para referirse a los pueblos agrícolas que vivían en La Junta. Esta zona era un cruce de caminos comerciales y parece que había atraído a numerosos indios de diferentes tribus, convirtiendo el área jumana en un centro comercial importante. De los demás pueblos que habitaban la región de La Junta se encuentran los cabris, julimes, passaguates, patarabueyes, amotomancos, otomacos, cholomes, abriaches y caguates.
Los cazadores de bisontes se sabe que tenían una estrecha relación con los indios de La Junta, pero no se sabe si todo el tiempo cazaban bisontes y eran nómadas, o si vivieron parte del año en La Junta. Charles Kelley ha sugerido que las personas sedentarias que vivían en La Junta eran los paratabueyes y que los cazadores de bisontes fueron jumanos. En este escenario, los jumanos nómadas mantenían estrechas relaciones y, posiblemente, hablaran un lenguaje parecido con las personas que vivían en La Junta, pero eran distintos de ellos culturalmente. Desde su nación reconocida entre los ríos Pecos y Concho en Texas, los jumanos viajaron mucho por el comercio de carne y piel a la nación de los Patarabueyes y otros indios a cambio de productos agrícolas cultivados en La Junta.
Los jumanos muchas veces fueron relacionados con los pueblos tompiro, pueblos indígenas que habitaban las "salinas", un área a unos 50 kilómetros al este del Río Grande, en la frontera de las Grandes Llanuras. El Pueblo más tarde llamado Gran Quivira era la mayor de varias ciudades jumanas. Esta ubicación estaba habilitada para comerciar con los indios cazadores de búfalo de las Grandes Llanuras. Los jumanos también extraían grandes depósitos de sal, por lo que los españoles nombraron la región "salinas". Cambiaban la sal por productos agrícolas. La gente de los pueblos tompiro han sido identificados como parlantes de un idioma tanoan. El historiador Dan Flores ha sugerido que la jumanos asociados a las aldeas tompiras fueron los antepasados de los kiowa, que también son hablantes de una lengua tanoana. Las aldeas Tompiro fueron abandonados hacia 1672, probablemente debido a las muertes por epidemias de enfermedades introducidas por los europeos, ataques apaches y la esclavitud.
Los estudiosos han sugerido que un cuarto de los grupos de personas en Texas pudo haber sido jumano. En 1541, Francisco Vázquez de Coronado se encontró con un grupo de gente que se llamaban los teyas en las cabeceras del río Brazos. Los investigadores han identificado a los Teyas como apaches, wichitas o jumanos. Riley sugiere que eran los parientes nómadas de los aldeanos Pueblo de Gran Quivira y las salinas. Durante los siguientes dos siglos, la gente que se conoció como Wichita se refieren a menudo como jumanos en los registros históricos.
Los estudiosos coinciden en que, como mínimo, los jumanos componían un pueblo que cazaba bisonte, eran nómadas y habitaban entre los valles de los ríos Conchos y Pecos. Dado que eran nómadas y comerciantes, a menudo se encontraban lejos de su patria, esto puede explicar que los españoles citaran como jumanos muchos grupos de la zona.

## Historia
En el siglo XVI, cuando los españoles llegaron a las aldeas tompiras de Nuevo México, los tompiras estaban comerciando intensamente con los jumanos.
Los estudiosos estiman que en el año 1580, la población de indios, parcial o totalmente jumana, que vivían a lo largo del río Bravo y el río Pecos estaba entre 20.000 y 30.000. Puede haber habido otras personas que se hayan identificado como parte de los jumanos, o al menos hayan estado estrechamente asociados con ellos, que vivían más al este de Texas en este momento. Otros grupos estrechamente relacionados con el jumano y que a veces han sido identificados como jumanos fueron los julimes, tobosos y conchos que vivían cada vez más al sur a lo largo del río Conchos desde su confluencia con el río Bravo.
Los jumanos de los finales del siglo XVII buscaban una alianza con los españoles. Estaban bajo la presión de los apaches lipan y los mescaleros avanzando desde el norte, y la sequía que había afectado negativamente las cosechas agrícolas y las manadas de bisontes en su territorio. Los jumanos pidieron a las misiones cristianas que se establecieran en su territorio. Los españoles visitaron la patria del río Concho en 1629, 1650 y 1654. En 1654 los españoles de la expedición de Diego de Guadalajara ayudaron a los jumanos en una batalla contra los cuitaos (probablemente wichitas), consiguiendo una rica porción de pieles de bisonte.  En la década de 1680, Juan Sabeata promovió el comercio entre españoles y jumanos. En la última parte del siglo XVII, los colonos parecen haber perdido el interés por los jumanos, transfiriendo sus prioridades a los caddo del este de Texas. Los caddo eran muy numerosos y de mayor preocupación para los españoles porque los franceses estaban tratando de establecer una posición de negociación con ellos.
A principios del siglo XVIII los jumanos trataron de crear una alianza con sus enemigos históricos los apaches. En 1729, los españoles se referían ya a las dos tribus como los jumanos-apache. Antes de 1750, los jumanos habían casi desaparecido de los registros históricos como pueblo distinto, que parecían haber sido absorbidos por las tribus de lipanes y mescaleros apache, caddo y wichita, muertos de enfermedades infecciosas, o convertirse en habitantes mestizos al vivir en las misiones españolas en el centro de Texas. Si la especulación Flores es correcta, es posible que «hayan emigrado al norte por la región Black Hills y surgido en las llanuras del sur alrededor de 1800 como los kiowa».
Estudiosos europeos-americanos han considerado durante mucho tiempo a los jumanos extintos como pueblo diferenciado. En el siglo XXI algunas familias en  Texas se han identificado como jumano-apache. A partir de 2008, se han registrado de 400 a 500 miembros en la Oficina de Asuntos de Nativos Americanos de los Estados Unidos, en busca de ser reconocidos como una tribu. El jefe de la tribu, Gabriel Carrasco, triste porque creía que podría haber otros 1.000-2.000 personas que calificarían.